# (523750) 2014 US224
(523750) 2014 US224 ist ein großes transneptunisches Objekt im Kuipergürtel, das bahndynamisch als Cubewano eingestuft wird. Aufgrund seiner Größe ist der Asteroid ein Zwergplanetenkandidat.

## Entdeckung
2014 US224 wurde am 28. Oktober 2014 von einem Astronomenteam im Rahmen des Pan-STARRS-Projekts mit dem 1,8-m-Ritchey-Chretien-Teleskop (PS1) am Haleakalā-Observatorium (Maui) entdeckt. Die Entdeckung wurde am 31. Oktober 2016 bekanntgegeben, der Planetoid erhielt am 25. September 2018 von der IAU die Kleinplanetennummer 523752.
Nach seiner Entdeckung ließ sich 2014 US224 auf Fotos bis zum 14. Oktober 2010, die ebenfalls im Rahmen des Pan-STARRS-Programmes gemacht wurden, zurückgehend identifizieren und so seinen Beobachtungszeitraum um vier Jahre verlängern, um so seine Umlaufbahn genauer zu berechnen. Im Oktober 2018 lagen insgesamt 88 Beobachtungen über einen Zeitraum von 8 Jahren vor. Die bisher letzte Beobachtung wurde im November 2017 auch am Pan-STARRS-Teleskop durchgeführt. (Stand 26. Februar 2019)

## Eigenschaften

### Umlaufbahn
2014 US224 umkreist die Sonne in 317,44 Jahren auf einer leicht elliptischen Umlaufbahn zwischen 41,24 AE und 51,83 AE Abstand zu deren Zentrum. Die Bahnexzentrizität beträgt 0,114, die Bahn ist 11,04° gegenüber der Ekliptik geneigt. Derzeit ist der Planetoid 46,05 AE von der Sonne entfernt. Das Perihel durchläuft er das nächste Mal 2088, der letzte Periheldurchlauf dürfte also im Jahre 1770 erfolgt sein.
Marc Buie (DES) klassifiziert den Planetoiden als Cubewano, wobei er zu den bahndynamisch „heißen“ klassischen KBO gehört, während das Minor Planet Center ihn als Nicht-SDO und allgemein als „Distant Object“ einordnet.

### Größe
Derzeit wird von einem Durchmesser von etwa 468 km ausgegangen, basierend auf einem Rückstrahlvermögen von 7 % und einer absoluten Helligkeit von 5,3 m. Ausgehend von einem Durchmesser von 468 km ergibt sich eine Gesamtoberfläche von etwa 688.000 km2. Die scheinbare Helligkeit von 2014 US224 beträgt 21,84 m.
Da anzunehmen ist, dass sich 2014 US224 aufgrund seiner Größe im hydrostatischen Gleichgewicht befindet und somit weitgehend rund sein muss, sollte er die Kriterien für eine Einstufung als Zwergplanet erfüllen. Mike Brown geht davon aus, dass es sich bei 2014 US224 um möglicherweise einen Zwergplaneten handelt.
| Jahr                                         | Abmessungen km | Quelle   |
| -------------------------------------------- | -------------- | -------- |
| 2018                                         | 443,0          | Johnston |
| 2018                                         | 468,0          | Brown    |
| Die präziseste Bestimmung ist fett markiert. |                |          |